# أحمد أمين (مفكر)
أحمد أمين (1 أكتوبر 1886 - 30 مايو 1954)، أديب ومفكر ومؤرخ وكاتب مصري، وهو صاحب تيار فكري مستقل قائم على الوسطية، عرف بموسوعته: فجر وضحى وظهر ويوم الإسلام، وهو والد المفكرين المعاصرين حسين وجلال أمين.

## نشأته وتعليمه
ولد أحمد أمين إبراهيم الطباخ في حي المنشية بالقاهرة في 1 أكتوبر 1886. تدرج في تعليمه من «الكُتّاب» إلى «مدرسة والدة عباس باشا الأول الابتدائية»، إلى «الأزهر»، إلى «مدرسة القضاء الشرعي» حيث نال منها شهادة القضاء سنة 1911م. درّس بعدها سنتين في مدرسة القضاء الشرعي. ثم انتقل في 1913م إلى القضاء فعمل قاضيًا مدة 3 أشهر عاد بعدها مدرسًا بمدرسة القضاء. في 1926م عرض عليه صديقه طه حسين أن يعمل مدرسًا بكلية الآداب بجامعة القاهرة، فعمل فيها مدرسًا ثم أستاذًا مساعدًا إلى أن أصبح عميدًا لها في 1939م.
أنشأ مع بعض زملائه سنة 1914م «لجنة التأليف والترجمة والنشر» وبقي رئيسًا لها حتى وفاته 1954م. شارك في إخراج «مجلة الرسالة» (1936م). كذلك أنشأ مجلة "الثقافة" الأدبية الأسبوعية (1939م). وفي 1946م بعد توليه الإدارة الثقافية بوزارة المعارف، أنشأ ما عرف باسم «الجامعة الشعبية» وكان هدفه منها نشر الثقافة بين الشعب عن طريق المحاضرات والندوات. في نفس الفترة، أنشأ «معهد المخطوطات العربية» التابع لجامعة الدول العربية.، ثم مُنح درجة الدكتوراه عام 1948. وكان عضواً في المجامع اللغوية بدمشق والقاهرة وبغداد.

## حياته[بحاجة لمصدر]

### مدرسة القضاء الشرعي

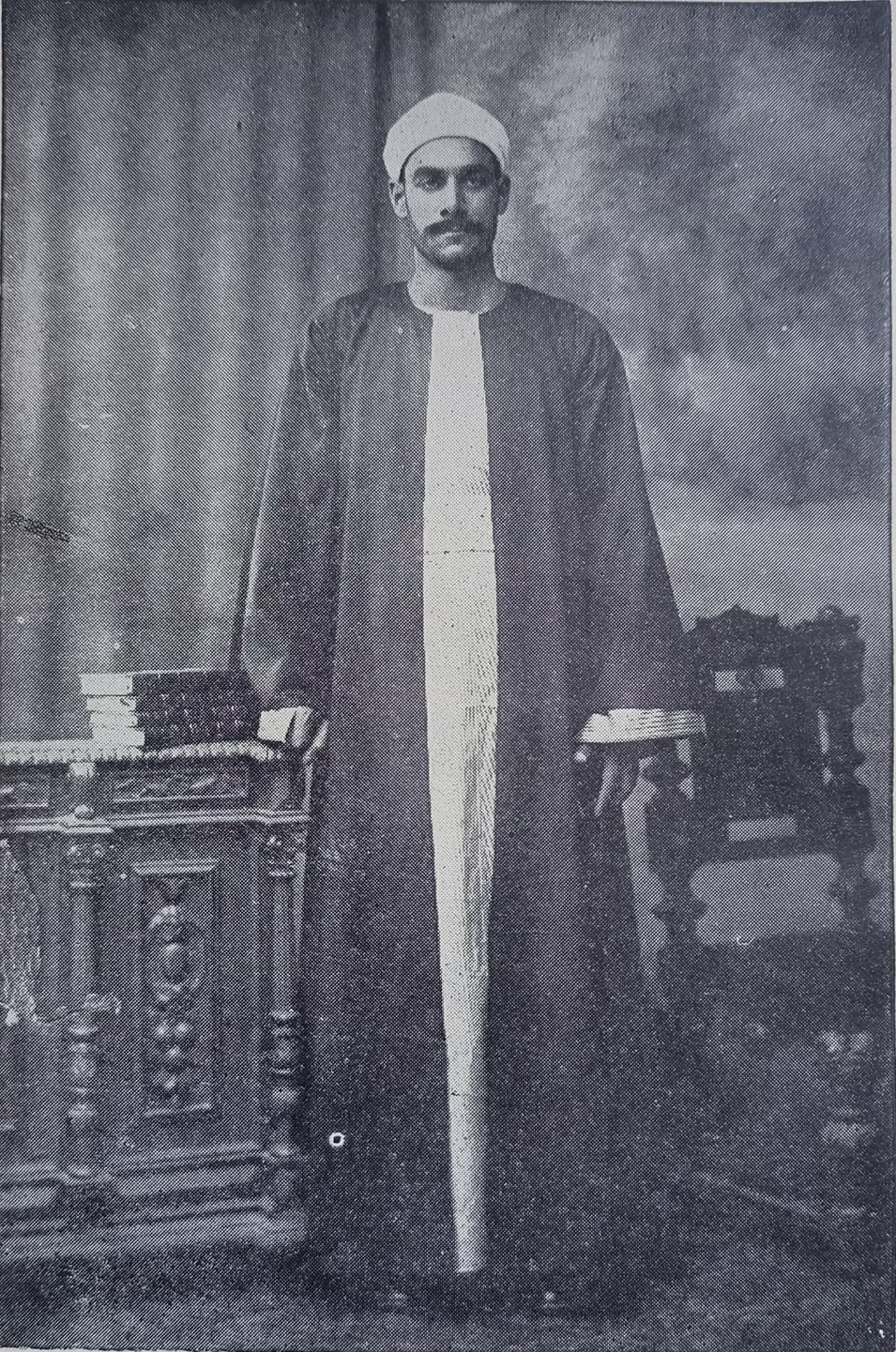
أحمد أمين في مدرسة القضاء الشرعي سنة 1916م

نشأت في تلك الفترة مدرسة القضاء الشرعي التي اختير طلابها من نابغي أبناء الأزهر بعد امتحان عسير، فطمحت نفس أحمد إلى الالتحاق بها واستطاع بعد جهد أن يجتاز اختباراتها ويلتحق بها في (1325 هـ / 1907م)، وكانت المدرسة ذات ثقافة متعددة دينية ولغوية وقانونية عصرية وأدبية واختير لها ناظر كفء هو «عاطف باشا بركات» الذي صاحبه أحمد أمين ثمانية عشر عامًا، وتخرج من المدرسة سنة (1330 هـ/1911م) حاصلًا على الشهادة العالمية، واختاره عاطف بركات معيدًا في المدرسة فتفتحت نفس الشاب على معارف جديدة وصمم على تعلم اللغة الإنجليزية فتعلمها بعد عناء طويل، وفي ذلك يقول: «سلكت كل وسيلة لتحقيق هذه الغاية».
شاء الله أن يحاط وهو الشرعي بمجموعة من الطلاب والأساتذة والزملاء لكل منهم ثقافته المتميزة واتجاهه الفكري، فكان يجلس مع بعضهم في المقاهي التي كانت بمثابة نوادٍ وصالونات أدبية في ذلك الوقت يتناقشون، واعتبرها أحمد أمين مدرسة يكون فيها الطالب أستاذًا والأستاذ طالبًا، مدرسة تفتحت فيها النفوس للاستفادة من تنوع المواهب.
كان تأثير عاطف بركات فيه كبيرًا، إذ تعلم منه العدل والحزم والثبات على الموقف، كان يعلمه في كل شيء في الدين والقضاء وفي تجارب الناس والسياسة، حتى إنه أُقصي عن مدرسة القضاء الشرعي بسبب وفائه لأستاذه بعدما قضى بها 15 عامًا نال فيها أكثر ثقافته وتجاربه، لذلك قال عن تركها: «بكيت عليها كما أبكي على فقد أب أو أم أو أخ شقيق».

### القضاء
شغل أحمد أمين وظيفة القاضي مرتين الأولى سنة 1332 هـ /1913م في الواحات الخارجة لمدة ثلاثة أشهر، أما المرة الثانية فحين تم إقصاؤه من «مدرسة القضاء الشرعي» لعدم اتفاقه مع إدارتها بعد أن تركها أستاذه عاطف بركات، وأمضى في القضاء في تلك الفترة أربع سنوات عُرف عنه فيها التزامه بالعدل وحبه له، واستفاد من عمله بالقضاء أنه كان لا يقطع برأي إلا بعد دراسة وتمحيص شديد واستعراض للآراء والحجج المختلفة، ولم تترك نزعة القضاء نفسه طيلة حياته بدءًا من نفسه حتى الجامعة.

### الجامعة
بدأ اتصال أحمد أمين بجامعة القاهرة سنة (1345 هـ= 1926م) عندما رشحه الدكتور طه حسين للتدريس بها في كلية الآداب، ويمكن القول إن حياته العلمية بالمعنى الصحيح آتت ثمارها وهو في الجامعة فكانت خطواته الأولى في البحث على المنهج الحديث في موضوع المعاجم اللغوية، وكانت تمهيدًا لمشروعه البحثي عن الحياة العقلية في الإسلام التي أخرجت «فجر الإسلام» و«ضحى الإسلام».
تولى في الجامعة تدريس مادة «النقد الأدبي»، فكانت محاضراته أولى دروس باللغة العربية لهذه المادة بكلية الآداب، ورُقِّي إلى درجة أستاذ مساعد، ثم إلى أستاذ فعميد لكلية الآداب سنة (1358 هـ= 1939م)، واستمر في العمادة سنتين استقال بعدهما لقيام الدكتور محمد حسين هيكل وزير المعارف بنقل عدد من مدرسي كلية الآداب إلى الإسكندرية من غير أن يكون لأحمد أمين علم بشيء من ذلك، فقدم استقالته وعاد إلى عمله كأستاذ، وهو يردد مقولته المشهورة: «أنا أصغر من أستاذ وأكبر من عميد».
في الجامعة تصدَّع ما بينه وبين طه حسين من وشائج المودة إذ كان لطه تزكيات خاصة لا يراها أحمد أمين صائبة التقدير، وتكرر الخلاف أكثر من مرة فاتسعت شُقَّة النفور، وقال عنه طه: «كان يريد أن يغيّر الدنيا من حوله، وليس تغير الدنيا ميسرًا للجميع». وقد عد فترة العمادة فترة إجداب فكري وقحط تأليفي لأنها صرفته عن بحوثه في الحياة العقلية.

### الجامعة الشعبية
في سنة (1365 هـ= 1945م) ندب للعمل مديرًا للإدارة الثقافية بوزارة المعارف، وهي إدارة تعمل دون خطة مرسومة واضحة فليس لها أول يُعرف ولا آخر يُوصف تساعد الجاد على العمل والكسول على الكسل، وفي توليه لهذه الإدارة جاءت فكرة «الجامعة الشعبية» حيث رأى أن للشعب حقًّا في التعلّم والارتواء العلمي، وكان يعتز بهذه الجامعة اعتزازًا كبيرًا ويطلق عليها اسم «ابنتي العزيزة»، وهي التي تطورت فيما بعد إلى ما سُمي بقصور الثقافة، وكان آخر المناصب التي شغلها بعد إحالته إلى التقاعد منصب مدير الإدارة الثقافية بجامعة الدول العربية.

### لجنة التأليف والترجمة والنشر
أشرف أحمد أمين على لجنة التأليف والترجمة والنشر مدة أربعين سنة منذ إنشائها حتى وفاته (1954م)، وكان لهذه اللجنة أثر بالغ في الثقافة العربية إذ قدمت للقارئ العربي ذخائر الفكر الأوروبي في كل فرع من فروع المعرفة تقديمًا أمينًا يبتعد عن الاتجار، كما قدمت ذخائر التراث العربي مشروحة مضبوطة فقدمت أكثر من 200 كتاب مطبوع.
كانت الثقة في مطبوعات اللجنة كبيرة جدًّا لذلك رُزقت مؤلفات اللجنة حظًّا كبيرًا من الذيوع وتخطفتها الأيدي والعقول، كما أنشأت هذه اللجنة مجلة «الثقافة» في (ذي الحجة 1357 هـ / يناير 1939م) ورأس تحريرها، واستمرت في الصدور أربعة عشر عامًا متوالية، وكان يكتب فيها مقالًا أسبوعيًّا في مختلف مناحي الحياة الأدبية والاجتماعية، وقد جمعت هذه المقالات في كتابه الرائع «فيض الخاطر» بأجزائه العشرة. امتازت مجلة «الثقافة» بعرضها للتيارات والمذاهب السياسية الحديثة، وتشجيعها للتيار الاجتماعي في الأدب وفن الرواية والمسرحية، وعُنيت المجلة بالتأصيل والتنظير.
كما كان يكتب في «مجلة الرسالة» الشهيرة وأثرى صفحاتها بمقالاته وكتاباته، وخاض بعض المحاورات مع كبار كتّاب ومفكري عصره على صفحات «الثقافة» ومنها محاورته مع الدكتور زكي نجيب محمود الذي كتب مقالًا نعى وانتقد فيه محققي التراث العربي ونشر ذخائره، ورأى أن الفكر الأوروبي أجدر بالشيوع والذيوع والترجمة من مؤلفات مضى زمانها، وأطلق على كتب التراث «الكتاب القديم المبعوث من قبره»، ثم قال: «سيمضي الغرب في طريقه، وهو يحاول الصعود إلى ذرى السماء، ونحن نحفر الأجداث لنستخرج الرمم». أثارت هذه الكلمات المجحفة للتراث أحمد أمين فردّ على ما قيل وأكد أن الغرب أسس نهضته ومدنيته على الحضارة الرومانية واليونانية، وأكد أيضًا أن المستشرقين هم أول من اهتم بالتراث العربي فنشروا أصوله وذخائره.

### السياسة
كانت السياسة عند أحمد أمين تعني الوطنية لا يرى فرقًا بينهما، وترجع معرفته بالسياسة وأقطابها إلى أستاذه عاطف بركات، وقد أُعجب الزعيم سعد زغلول به وبوطنيته، وبدقة تقاريره التي كان يكتبها عن أحوال مصر إبان ثورة 1919 ورغم ميله للوفد فإنه لم يشارك في السياسة بقدر كبير خوفًا من العقوبة، وفي صراحة شديدة يقول: «ظللت أساهم في السياسة وأشارك بعض من صاروا زعماء سياسيين ولكن لم أندفع اندفاعهم ولم أظهر في السياسة ظهورهم لأسباب أهمها لم أتشجع شجاعتهم، فكنت أخاف السجن وأخاف العقوبة».
لما قارب سن التقاعد اعتذر عن رئاسة تحرير جريدة الأساس التي اعتزم السعديون إصدارها، وكان في ذلك الوقت منصرفًا لأعماله الثقافية والفكرية المختلفة، لذلك كان بعده عن السياسة موافقًا لهوى في نفسه من إيثار العزلة واستقلال في الرأي وحرية في التفكير.

### شخصية لا تعطي لونًا واحدًا
كانت المعرفة والثقافة والتحصيل العلمي هي الشغل الشاغل لأحمد أمين، حتى إنه حزن حزنًا شديدًا على ما ضاع من وقته أثناء توليه المناصب المختلفة، ورأى أن هذه المناصب أكلت وقته وبعثرت زمانه ووزعت جهده مع قلة فائدتها، وأنه لو تفرغ لإكمال سلسلة كتاباته عن الحياة العقلية الإسلامية لكان ذلك أنفع وأجدى وأخلد.
امتازت كتاباته بدقة التعبير وعمق التحليل والنفاذ إلى الظواهر وتعليلها، والعرض الشائق مع ميله إلى سهولة في اللفظ وبعد عن التعقيد والغموض، فألّف حوالي 16 كتابًا كما شارك مع آخرين في تأليف وتحقيق عدد من الكتب الأخرى، وترجم كتابًا في مبادئ الفلسفة.

## مناصبه
- رئيس لجنة التأليف والترجمة والنشر من 1914م إلى 1954م.
- عضو مراسل في «المجمع العلمي العربي» بدمشق منذ 1345 هـ / 1926م وفي «المجمع العلمي العراقي».
- عضو بمجمع اللغة العربية سنة 1359 هـ /1940م.
- عضو في المجلس الأعلى لدار الكتب سنة 1358 هـ / 1939م.
- عميد كلية الآداب بجامعة القاهرة 1939م.
- مدير للإدارة الثقافية بوزارة المعارف 1945م.
- مدير للإدارة الثقافية في جامعة الدول العربية 1946م.

## مؤلفاته
- موسوعة فجر وضحى وظهر الإسلام.
- يوم الإسلام.
- قاموس العادات والتقاليد والتعابير المصرية.
- من زعماء الإصلاح.
- زعماء الإصلاح في العصر الحديث.
- كتاب الأخلاق.
- حياتي.
- فيض الخاطر (10 أجزاء).
- الشرق والغرب.
- النقد الأدبي (جزءان).
- هارون الرشيد.
- الصعلكة والفتوة في الإسلام.
- المهدي والمهدوية.
- إلى ولدي.
- ابتسم للحياة.
- حرب الشر.
- علمتني الحياة .

كتب بالاشتراك
- قصة الفلسفة اليونانية
- قصة الفلسفة الحديثة (جزءان).
- قصة الأدب في العالم (4 أجزاء).

كتب اشترك في نشرها
- الإمتاع والمؤانسة.
- ديوان الحماسة.
- العقد الفريد.
- الهوامل والشوامل.

كتب مترجمة
- مبادئ الفلسفة.

كتب مدرسية
- المنتخب من الأدب العربي.
- المفصل في الأدب العربي.
- المطالعة التوجيهية.
- تاريخ الأدب العربي.

كتب قانونية
- شرح قانون العقوبات (القسم الخاص) ويقع في 818 صفحة نشرته لجنة التأليف والترجمة سنة 1934.[4]

## وفاته
أصيب أحمد أمين قبل وفاته بمرض في عينه، ثم بمرض في ساقه، فكان لا يخرج من منزله إلا لضرورة قصوى، ورغم ذلك لم ينقطع عن التأليف والبحث حتى توفاه الله في 27 رمضان 1373 هـ الموافق 30 مايو 1954م، فبكاه كثيرون ممن يعرفون قدره. ولعل كلمته: «أريد أن أعمل لا أن أسيطر» مفتاح مهم في فهم هذه الشخصية الكبيرة.

## مؤلفات عنه
- محمد رجب البيومي، أحمد أمين، مؤرخ الفكر الإسلامي، دار القلم، دمشق، الطبعة الأولى، 1422هـ/ 2001.
- فهيم حافظ الدناصوري، أحمد أمين وأثره في اللغة والنقد الأدبي، مكتبة الملك فيصل الإسلامية، الهرم، مصر، 1986م.
- لمعي المطيعي، هذا الرجل من مصر، دار الشروق، الطبعة الأولى، 1417هـ/ 1997م.

## وصلات خارجية
- أحمد أمين على موقع أرشيف الشارخ.